# Henry Moseley
Henry Gwyn Jeffreys Moseley (23 de noviembre de 1887-10 de agosto de 1915) fue un físico y químico inglés además de militar. Su principal contribución a la ciencia fue la justificación cuantitativa del concepto de número atómico mediante la Ley de Moseley. En química avanzada proporcionó un apoyo fundamental al modelo atómico de Bohr definido con detalle por Rutherford y Antonius van den Broek, mencionando que los núcleos atómicos contienen cargas positivas iguales a su número atómico.
Por indicación de este último estudió los espectros de rayos X de cincuenta elementos y en 1913 descubrió su ley de los números atómicos, según la cual la raíz cuadrada de la frecuencia de los rayos X producidos cuando un elemento se bombardea con rayos catódicos es proporcional al número atómico del elemento.

## Biografía

### Educación
Moseley nació en Londres, en la costa sur de Inglaterra en el año 1887. Su padre fue naturalista, profesor de Anatomía en Oxford y miembro de la Expedición Challenger. Después de estudiar en Eton, en 1906 ingresó en el Trinity College de la Universidad de Oxford y, tras graduarse en la institución en 1910, fue a la Universidad de Mánchester para trabajar con Ernest Rutherford. Durante este primer año en Mánchester, tuvo una carga lectiva completa, pero tras este año empezó a tener cada vez más tiempo para dedicarse a la ciencia.

### Periodo de guerra
En el año 1914 abandonó Mánchester para volver a Oxford con el objetivo de continuar con su carrera de investigación, pero la Primera Guerra Mundial cambió sus intenciones y se alistó en la división de Royal Engineers. Fue destinado a Galípoli donde, el 10 de agosto de 1915, durante la batalla de Galípoli fue alcanzado en la cabeza por un francotirador mientras estaba telegrafiando una orden. Muchos historiadores opinan que su trabajo ya era merecedor de un Premio Nobel, aunque este premio solo se concede a los investigadores vivos. Se ha especulado que la muerte de Moseley es la razón por la que el gobierno británico durante la Segunda Guerra Mundial y hasta la actualidad prohíbe el alistamiento de importantes científicos en el ejército en época de guerra.
Moseley murió cuando tenía solo veintisiete años. En opinión de muchos científicos, si hubiera vivido más tiempo, podría haber contribuido al conocimiento más detallado de la estructura de la materia. Como dijo una vez Niels Bohr en 1962, «Se puede ver hoy en día que el trabajo de Rutherford sobre el núcleo atómico no hubiera sido tomado en serio. Tampoco lo hubiéramos entendido hoy en día si no hubiéramos tenido las investigaciones de Moseley».

## Eponimia
- El cráter lunar Moseley lleva este nombre en su memoria.[1]